# الشبح والظلام (فلم)
الشبح والظلام (بالإنجليزية: The Ghost and the Darkness) هو فِلم تاريخي لعام 1996 من بطولة مايكل دوغلاس وفال كيلمر ومن إخراج ستيفن هوبكنز، وقد كَتب ويليام غولدمان السيناريو.
الفِلم يروي قصة واقعية عن أسدين يهاجمات ويقتلان العمال في تسافو في كينيا خلال بناء خط سكة حديد أوغندا ومومباسا في شرق أفريقيا في عام 1898.
وقد فاز الفِلم بجائزة اوسكار لتحرير الصوت.

## الممثلون الرئيسيون
| الممثل        | الدور                   |
| ------------- | ----------------------- |
| مايكل دوغلاس  | تشارلز ريمنجتن          |
| فال كيلمر     | العقيد جون هنري باترسون |
| جون كاني      | صامويل                  |
| برنارد هيل    | الطبيب ديفيد هوثورن     |
| توم ويلكنسون  | روبرت بومونت            |
| براين مكاردي  | أنجوس زرزور             |
| إميلي مورتيمر | هيلينا باترسون          |
| أوم بوري      | عبد الله                |
| هنري سيلي     | مهينا                   |

## وصلات خارجية
- مقالات تستعمل روابط فنية بلا صلة مع ويكي بيانات